# Cosmos 3
Cosmos 3 (en ocasiones mencionado como Sputnik 13 en occidente) fue un satélite artificial soviético del tipo 2MS. Fue lanzado el 24 de abril de 1962 desde Kapustin Yar y reentró en la atmósfera el 17 de octubre de 1962.

## Objetivo
La misión de Cosmos 3 fue realizar mediciones del espacio exterior y la atmósfera superior de la Tierra. También fue utilizado para probar nuevos diseños para satélites.